# 対号列車
対号列車（繁: 對號快車、たいごうれっしゃ）は、台湾鉄路管理局で自強号、莒光号などの座席指定を有する列車を指す。全席指定だけではなく、一部車両のみが指定となる場合も含まれる。また、満席の場合でも、「自願無座」（日本の立席特急券に相当）によって乗車が可能な場合もある。
これに対し、非対号列車（非對號列車 ひたいごうれっしゃ）は、座席が指定されていない列車の名称。区間車、区間快車（通勤電車など）であるが、屏東線・高雄～屏東間の区間運転の自強号もあてはまる。
近年廃止された種別では、復興号が対号列車に該当し、普快車は非対号列車であった。
|        | 種別             | 種別                      | キロ単価 （単位：台湾ドル） | 冷房 | 座席指定 | 自願無座 | IC利用                                                        |
| ------ | ---------------- | ------------------------- | --------------------------- | ---- | -------- | -------- | ------------------------------------------------------------- |
| 対号   | 自強             | 新自強 （太魯閣・普悠瑪） | 2.27                        | 有   | 有       | 不可     | 不可（不正乗車として、正規運賃のほかに50%追徴金が課される。） |
| 対号   | 自強             | 自強                      | 2.27                        | 有   | 有       | 可       | 70kmまで区間車運賃の1割引き                                   |
| 対号   | 莒光             | 莒光                      | 1.75                        | 有   | 有       | 可       | 区間車運賃の1割引き                                           |
| 対号   | （復興）         | （復興）                  | 1.46                        | 有   | 有       | 可       | 区間車運賃の1割引き                                           |
| 非対号 | 区間車・区間快車 | 区間車・区間快車          | 1.46                        | 有   | 無       | 可       | 区間車運賃の1割引き                                           |
| 非対号 | （普快車）       | （普快車）                | 1.06                        | 無   | 無       | -        | -                                                             |